# Héron
Héron – miejscowość i gmina (commune) w Belgii, w Regionie Walońskim, w prowincji Liège, w okręgu Huy. 1 stycznia 2024 roku liczyła 5598 mieszkańców.

## Podział administracyjny
W skład gminy wchodzą trzy dzielnice (section):
- Couthuin
- Lavoir
- Waret-l’Evêque

## Współpraca
Miejscowość partnerska:
- Puy-l’Évêque, Francja